# 健康與社會行為期刊
《健康與社會行為期刊》（Journal of Health and Social Behavior）是一份1960年起出版的美國醫療社會學學術期刊，由美国社会学协会發行、SAGE Publications出版，現任主編是德克薩斯州大學奧斯汀分校社會學教授黛柏拉·恩伯森（Debra Umberson）。
根據《期刊引證報告》數據顯示，《健康與社會行為期刊》2011年時的影響因子是2.711，在59份心理學、社會期刊中排名第5、在131份公共、環境與勞工健康期刊中排名第11。

## 外部連結
- 《健康與社會行為期刊》在出版社官網的介紹 （页面存档备份，存于） （英文）